# 大泊支庁

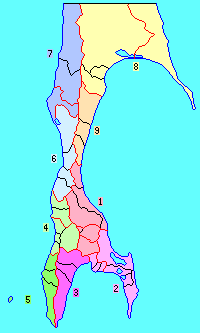
9支庁時代の樺太（2.大泊支庁 3.大泊支庁留多加出張所）

大泊支庁（おおとまりしちょう）は、樺太庁の支庁の一つ。
支庁所在地は大泊町（当初はコルサコフ）。

## 歴史
- 1907年（明治40年）
  - 3月 - コルサコフ支庁として発足。樺太島の南東端部を管轄。ルータカ（留多加）に出張所を設置。
  - 5月 - トンナイチヤ（富内）に出張所を設置。
- 1908年（明治41年）4月 - コルサコフの大泊への改称にともない大泊支庁に改称。
- 1909年（明治42年）10月 - 長浜（旧称・チピサニ）出張所、大泊出張所を設置。
- 1913年（大正2年）2月 - 大泊出張所を廃止。
- 1915年（大正4年）6月26日 - 「樺太ノ郡町村編制ニ関スル件」（大正4年勅令第101号）の施行により、管内に大泊郡・長浜郡・富内郡・留多加郡を設置。
- 1922年（大正11年）10月 - 留多加出張所が留多加支庁として分離。
- 1924年（大正13年）12月25日 - 留多加支庁が廃止[1]。留多加出張所を設置[2]。
- 1929年（昭和4年）7月1日 - 富内郡が長浜郡に合併。
- 1942年（昭和17年）11月 - 豊原支庁に統合。同日大泊支庁廃止。